# Il signore che rincasava alle sette
Il signore che rincasava alle sette (Home at Seven) è un film del 1952 diretto da Ralph Richardson, prima e unica prova di regia dell'attore britannico. Tratto da una commedia teatrale di R.C. Sherriff del 1950, lo stesso Richardson, poco esperto in materia, chiese espressamente l'aiuto dell'autore per la trasposizione cinematografica del testo, coadiuvato in questo dal produttore Alexander Korda, permettendo che le riprese del film in soli 14 giorni.

## Trama
David Preston, un commesso di banca molto metodico e abitudinario, torna a casa ogni sera alle sette dopo il lavoro. Durante uno dei suoi rientri trova la moglie in lacrime e scopre presto di essere scomparso da casa per 24 ore e non averne memoria. Nelle ore coperte dall'amnesia si scoprirà che è stato rubato del denaro dal club di cui è tesoriere, e ucciso il principale indiziato del furto. Ciò farà ricadere tutti i sospetti su di lui.